# Temporada do Paris Saint-Germain Football Club de 2016–17
O Paris Saint-Germain Football Club, na temporada 2016–17, participará de cinco competições: Ligue 1, Coupe de France, Coupe de la Ligue, Trophée des Champions e UEFA Champions League.

## Uniforme
Fornecedor:
- Nike

Patrocinador Principal:
- Fly Emirates

| 1ª | 2ª | 3ª |

## Jogadores

### Elenco
Legenda
- : Capitão
- : Jogador lesionado

### Transferências
Legenda
- : Jogadores emprestados
- : Jogadores que voltam de empréstimo